# 橋本彩花
橋本 彩花（はしもと あやか、1995年8月20日 - ）は、日本の女優、タレント。シスターラビッツの元メンバー、E☆Trapsの元メンバー。BABYWOLF（ベイビーウルフ）の元メンバー。ビーコン・ラボエンターテイメント所属。

## 人物
- 千葉県出身。
- 立教大学卒業。
- 趣味は、映画鑑賞、アコースティックギター、油絵を描くこと
- 特技は、ダンス(ヒップホップ、ハウス、ロック、ジャズ)、ウインドミル(ブレイクダンスの技)、太極拳、短距離走
- 餃子が好き

## 出演

### バラエティ
- ポンキッキーズ（2005年4月 - 2006年3月、フジテレビ） - アヤカ（シスターラビッツ）
- おはYO!E-TRAP（2006年11月 - 2007年3月、テレビ東京） - E☆Traps
- GO♪ GO♪ E-TRAP（2007年4月 - 9月、テレビ東京） - E☆Traps[2]

### ドラマ
- ザ!世界仰天ニュース（2021年11月23日、日本テレビ) - 新橋ストーカー殺人事件の被害者 役
- チェイサーゲーム（2022年9月9日 - 、テレビ東京）2話 -インターン生役
- 彩香ちゃんは弘子先輩に恋してる（2024年7月5日 - 8月23日、毎日放送） - 鯨井杏香役

### 映画
- アスリート～俺が彼に溺れた日々～ 萌奈美役（2019年7月 監督：大江崇允）[3]

### 舞台
- コーヒーが冷めないうちに（2013年、ART THEATERかもめ座） - 時田未来 役
- どん、木花亭（2015年、下北沢 楽園） - 忍 役
- 青、それは明日の色（2016年、池袋シアターグリーン） - アール 役
- リング・リング・リング2016（つかこうへい追悼特別公演、2016年、全労済ホール スペースゼロ） - 彩花 役[4]
- スター☆誕生～ドリームス・カム・トゥルー〜（2017年、「劇」小劇場） - メグ 役／嶋田美和子 役 ※主役
- 天使に願いを（2017年、下北沢 楽園） - マンユ 役 ※ヒロイン
- 普通（劇団時間制作、2017年、サンモールスタジオ） - 吉岡朱音 役
- 朗読劇  光源氏からの手紙（2017年、草月ホール） - 蛍 役 ※主役
- 放課後戦記（2017年、O-site） - 憑対弓立 役
- 放課後戦記×リアル謎解きゲーム「血塗られた首謀者を探せ」（2018年、新宿シアターブラッツ） - 都解未明 役
- ガスマスクの伊藤さん。（2018年、六行会ホール） - セリ 役
- HYBRID PROJECT Vol.17【Re-】（2018年、シアターサンモール） - 朋美 役
- BASARA外伝 KATANA―虹の話～銀杏～（2019年、紀伊國屋ホール） - コケモモ 役
- それみたことか！（2019年、日暮里d-倉庫） - 佐橘麻理亜 役
- 星降る学校（劇団シアターザロケッツ、2019年、テアトルBONBON） - 葵 役
- RANPO chronicle 彼岸商店（2019年、無観客配信） - 女 役／押絵と旅する男 役
- 放課後戦記2020（2020年、六行会ホール） - 都解未明 役
- RANPO chronicle 妄想博覧会（2021年、無観客配信）
- 放課後戦記〜血塗られた首謀者〜（2021年、無観客配信） - 都解未明 役
- ソードアート・オンライン -DIVE TO STAGE- （2022年11月8日 - 13日、東京国際フォーラム） - サチ 役
- 人狼 ザ・ライブプレイングシアター
  - 人狼TLPT O(オービット) Ⅲ（2023年12月12日 - 17日、シアターKASSAI） - 修道女 セーラ 役
  - 人狼TLPT O(オービット) IV（2024年3月26日 - 4月3日、シアターKASSAI） - 修道女 セーラ 役
  - 人狼TLPT O(オービット) V（2024年8月13日 - 8月20日、上野ストアハウス） - 修道女 セーラ 役
  - 人狼TLPT #51:STELLA（2024年9月20日、新宿村LIVE） - 月下族 補佐官 セーラ 役
  - 人狼TLPT O(オービット) Ⅵ ～CRUISE～（2025年5月2日 - 5月11日、シアター風姿花伝） - 富豪の娘・妹 セーラ 役[5]
  - 人狼TLPT 13周年記念公演 #54:STEAM「機巧人形と月の記憶ゆめ」（2025年9月25日 - 10月5日、新宿村LIVE） - (H:人類)セーラ 役

### ミュージカル
- 魔法使いサリー（2008年、博品館劇場） - 星野まき 役（Cチーム）
- ココ・スマイル4〜金星のステージ〜（2008年、シアターサンモール） - 有馬陽子 役
- ドラゴンファンタジー2009（2009年、博品館劇場） - スワン 役
- （愛おしき）ボクの時代（2019年、DDD青山クロスシアター） - 楓 役[6]

### CM
- 三井住友銀行  故郷の仲間編
- タカラレーベン　日めくりカレンダー

### インターネット番組
- スリアロ村「私立人狼アイドル学園」ベイビーウルフ
- アルティメット人狼10 第1部（2019年、ヒューリックホール東京）
- スピードワゴンの月曜The NIGHT（AbemaTV）

### PV
- m-flo loves MINMI 「Lotta Love」（2006年）
- JUNO 「Everything」（2012年）

### CD
- ハッピーソング（2005年10月26日発売、avex io）
- EIYO!（2007年3月7日、NAYUTAWAVE RECORDS / ユニバーサルミュージック）
栄養素について詳しく歌っている作品。PVには、メンバーに加え服部幸應が出演。

### DVD
- DANCE de RABBITS Vol.1～Vol.4（2006年1月25日発売） 
振付を担当したTRFのSAM、ETSU、CHIHARUと共演。

### ダンス
- TRF「Lif-e-Motion」ツアー（2006年、東京会場）バックダンサー
- 「a-nation 2004」（2004年、東京会場）アクトダンサー